# Такер (Џорџија)
Такер (енгл. Tucker) насељено је место без административног статуса у америчкој савезној држави Џорџија.

## Демографија
По попису из 2010. године број становника је 27.581, што је 1.049 (4,0%) становника више него 2000. године.
| Група             | 2000.          | 2010.          |
| Белци             | 18.239 (68,7%) | 15.951 (57,8%) |
| Афроамериканци    | 3.729 (14,1%)  | 6.146 (22,3%)  |
| Азијати           | 2.096 (7,9%)   | 2.036 (7,4%)   |
| Хиспаноамериканци | 2.047 (7,7%)   | 2.928 (10,6%)  |
| Укупно            | 26.532         | 27.581         |